# Kyrkopolitik
Kyrkopolitik handlar om relation mellan kyrkan och det omgivande samhället. I Svenska kyrkan syftar det ofta specifikt på de politiska partiernas arbete inom kyrkans beslutande organ.